# Liste von Verkehrsflughäfen in Afrika

## Wichtige afrikanische Verkehrsflughäfen

### Ägypten
| Name des Flughafens            | IATA-Code | ICAO-Code | Passagiere   | Zugeordnete Stadt/Städte |
| ------------------------------ | --------- | --------- | ------------ | ------------------------ |
| Flughafen Abu Simbel           | ABS       | HEBL      | 19992 2021   | Abu Simbel               |
| Flughafen Alexandria El Nouzha | ALY       | HEAX      |              | Alexandria               |
| Flughafen Burg al-ʿArab        | HBE       | HEBA      | 2000 2023    | Alexandria               |
| Flughafen Asyut                | ATZ       | HEAT      |              | Asyut                    |
| Flughafen Assuan               | ASW       | HESN      | 322141 2021  | Assuan                   |
| Flughafen Hurghada             | HRG       | HEGN      | 8700000 2023 | Hurghada                 |
| Flughafen Kairo-International  | CAI       | HECA      | 26000 2023   | Kairo                    |
| Flughafen Luxor                | LXR       | HELX      | 368167 2021  | Luxor                    |
| Flughafen Marsa Alam           | RMF       | HEMA      | 770990 2021  | Marsa Alam               |
| Flughafen Marsa Matruh         | MUH       | HEMM      |              | Marsa Matruh             |
| Flughafen Scharm asch-Schaich  | SSH       | HESH      | 5900000 2023 | Scharm asch-Schaich      |
| Flughafen Taba                 | TCP       | HETB      | 16857 2021   | Taba                     |

### Algerien
| Name des Flughafens                 | IATA-Code | ICAO-Code | Passagiere      | Zugeordnete Stadt/Städte |
| ----------------------------------- | --------- | --------- | --------------- | ------------------------ |
| Flughafen Algier                    | ALG       | DAAG      | 00,82 Mio. 2017 | Algier                   |
| Flughafen Annaba                    | AAE       | DABB      | 00,11 Mio. 2020 | Annaba                   |
| Flughafen Batna                     | BLJ       | DABT      | 00,01 Mio. 2020 | Batna                    |
| Flughafen Biskra                    | BSK       | DAUB      | 00,03 Mio. 2020 | Biskra                   |
| Flughafen Constantine               | CZL       | DABC      | 00,24 Mio. 2020 | Constantine              |
| Flughafen Djanet                    | DJG       | DAAJ      |                 | Djanet                   |
| Flughafen Ech Cheliff               | QAS       | DAOI      |                 | Ech Cheliff              |
| Flughafen Noumérat - Moufdi Zakaria | GHA       | DAUG      | 00,04 Mio. 2006 | Ghardaia                 |
| Flughafen In Aménas                 | IAM       | DAUZ      |                 | In Aménas                |
| Flughafen Hassi Messaoud            | HME       | DAUH      | 00,41 Mio. 2006 | Hassi Messaoud           |
| Flughafen Jijel                     | GJL       | DAAV      | 00,02 Mio. 2020 | Jijel                    |
| Flughafen Oran Es Sénia             | ORN       | DAOO      | 00,73 Mio. 2007 | Oran                     |
| Flughafen Ouargla                   | OGX       | DAUU      |                 | Ouargla                  |
| Flughafen Sétif                     | QSF       | DAAS      | 00,03 Mio. 2020 | Sétif                    |
| Flughafen Tamanrasset               | TMR       | DAAT      | 00,06 Mio. 2007 | Tamanrasset              |
| Flughafen Tebessa                   | TEE       | DABS      | 00,01 Mio. 2020 | Tebessa                  |
| Flughafen Tlemcen                   | TLM       | DAON      |                 | Tlemcen                  |

### Angola
| Name des Flughafens | IATA-Code | ICAO-Code | Passagiere      | Zugeordnete Stadt/Städte |
| ------------------- | --------- | --------- | --------------- | ------------------------ |
| Flughafen Luanda    | LAD       | FNLU      | 00,13 Mio. 2006 | Luanda                   |

### Äquatorialguinea
| Name des Flughafens | IATA-Code | ICAO-Code | Passagiere | Zugeordnete Stadt/Städte |
| ------------------- | --------- | --------- | ---------- | ------------------------ |
| Flughafen Malabo    | SSG       | FGSL      |            | Malabo                   |

### Äthiopien
| Name des Flughafens   | IATA-Code | ICAO-Code | Passagiere      | Zugeordnete Stadt/Städte |
| --------------------- | --------- | --------- | --------------- | ------------------------ |
| Flughafen Addis Abeba | ADD       | HAAB      | 12,14 Mio. 2018 | Addis Abeba              |
| Flughafen Dire Dawa   | DIR       | HADR      |                 | Dire Dawa                |

### Benin
| Name des Flughafens | IATA-Code | ICAO-Code | Passagiere      | Zugeordnete Stadt/Städte |
| ------------------- | --------- | --------- | --------------- | ------------------------ |
| Flughafen Cotonou   | COO       | DBBB      | 00,30 Mio. 2004 | Cotonou                  |

### Botswana
| Name des Flughafens | IATA-Code | ICAO-Code | Passagiere      | Zugeordnete Stadt/Städte |
| ------------------- | --------- | --------- | --------------- | ------------------------ |
| Flughafen Gaborone  | GBE       | FBSK      | 00,15 Mio. 2021 | Gaborone                 |

### Burkina Faso
| Name des Flughafens      | IATA-Code | ICAO-Code | Passagiere      | Zugeordnete Stadt/Städte |
| ------------------------ | --------- | --------- | --------------- | ------------------------ |
| Flughafen Bobo-Dioulasso | BOY       | DFOO      | 00,02 Mio. 2020 | Bobo-Dioulasso           |
| Flughafen Ouagadougou    | OUA       | DFFD      | 00,25 Mio. 2020 | Ouagadougou              |

### Burundi
| Name des Flughafens | IATA-Code | ICAO-Code | Passagiere      | Zugeordnete Stadt/Städte |
| ------------------- | --------- | --------- | --------------- | ------------------------ |
| Flughafen Bujumbura | BJM       | HBBA      | 00,21 Mio. 2017 | Bujumbura                |

### Dschibuti
| Name des Flughafens | IATA-Code | ICAO-Code | Passagiere      | Zugeordnete Stadt/Städte |
| ------------------- | --------- | --------- | --------------- | ------------------------ |
| Flughafen Dschibuti | JIB       | HDAM      | 00,24 Mio. 2006 | Djibouti                 |

### Elfenbeinküste
| Name des Flughafens           | IATA-Code | ICAO-Code | Passagiere      | Zugeordnete Stadt/Städte |
| ----------------------------- | --------- | --------- | --------------- | ------------------------ |
| Abidjan International Airport | ABJ       | DIAP      | 00,82 Mio. 2006 | Abidjan                  |

### Eritrea
| Name des Flughafens | IATA-Code | ICAO-Code | Passagiere      | Zugeordnete Stadt/Städte |
| ------------------- | --------- | --------- | --------------- | ------------------------ |
| Flughafen Assab     | ASA       | HHSB      |                 | Assab                    |
| Flughafen Asmara    | ASM       | HHAS      | 00,11 Mio. 2006 | Asmara                   |
| Flughafen Massaua   | MSW       | HHMS      |                 | Massaua                  |

### Eswatini
| Name des Flughafens                         | IATA-Code | ICAO-Code | Passagiere      | Zugeordnete Stadt/Städte |
| ------------------------------------------- | --------- | --------- | --------------- | ------------------------ |
| Internationaler Flughafen König Mswati III. | SHO       | FDSK      |                 | Manzini                  |
| Flughafen Matsapha                          | MTS       | FDMS      | 00,10 Mio. 20?? | Manzini                  |

### Gabun
| Name des Flughafens            | IATA-Code | ICAO-Code | Passagiere      | Zugeordnete Stadt/Städte |
| ------------------------------ | --------- | --------- | --------------- | ------------------------ |
| Flughafen Libreville Leon M'ba | LBV       | FOOL      | 00,60 Mio. 2006 | Libreville               |

### Gambia
| Name des Flughafens          | IATA-Code | ICAO-Code | Passagiere      | Zugeordnete Stadt/Städte |
| ---------------------------- | --------- | --------- | --------------- | ------------------------ |
| Banjul International Airport | BJL       | GBYD      | 00,31 Mio. 2004 | Banjul                   |

### Ghana
| Name des Flughafens            | IATA-Code | ICAO-Code | Passagiere      | Zugeordnete Stadt/Städte |
| ------------------------------ | --------- | --------- | --------------- | ------------------------ |
| Flughafen Kotoka International | ACC       | DGAA      | 00,50 Mio. 2017 | Accra                    |

### Guinea
| Name des Flughafens | IATA-Code | ICAO-Code | Passagiere | Zugeordnete Stadt/Städte |
| ------------------- | --------- | --------- | ---------- | ------------------------ |
| Flughafen Conakry   | CKY       | GUCY      |            | Conakry                  |

### Guinea-Bissau
| Name des Flughafens             | IATA-Code | ICAO-Code | Passagiere | Zugeordnete Stadt/Städte |
| ------------------------------- | --------- | --------- | ---------- | ------------------------ |
| Flughafen Bissau Osvaldo Vieiro | OXB       | GGOV      |            | Bissau                   |

### Kamerun
| Name des Flughafens                      | IATA-Code | ICAO-Code | Passagiere      | Zugeordnete Stadt/Städte |
| ---------------------------------------- | --------- | --------- | --------------- | ------------------------ |
| Flughafen Douala                         | DLA       | FKKD      | 00,54 Mio. 2006 | Douala                   |
| Flughafen Garoua                         | GOU       | FKKR      | 00,05 Mio. 2006 | Garoua                   |
| Flughafen Yaoundé Nsimalen International | NSI       | FKYS      | 00,19 Mio. 2006 | Yaoundé                  |

### Kap Verde
| Name des Flughafens                  | IATA-Code | ICAO-Code | Passagiere      | Zugeordnete Stadt/Städte |
| ------------------------------------ | --------- | --------- | --------------- | ------------------------ |
| Amílcar Cabral International Airport | SID       | GVAC      | 00,76 Mio. 2006 | Espargos                 |

### Kenia
| Name des Flughafens                    | IATA-Code | ICAO-Code | Passagiere      | Zugeordnete Stadt/Städte |
| -------------------------------------- | --------- | --------- | --------------- | ------------------------ |
| Flughafen Eldoret                      | EDL       | HKEL      | 00,03 Mio. 2006 | Eldoret                  |
| Flughafen Kisumu                       | KIS       | HKKI      |                 | Kisumu                   |
| Jomo Kenyatta International Airport    | NBO       | HKJK      | 00,27 Mio. 2017 | Nairobi                  |
| Flughafen Nairobi Wilson International | WIL       | HKNW      |                 | Nairobi                  |
| Flughafen Mombasa                      | MBA       | HKMO      | 00,29 Mio. 2010 | Mombasa                  |

### Komoren
| Name des Flughafens                       | IATA-Code | ICAO-Code | Passagiere      | Zugeordnete Stadt/Städte |
| ----------------------------------------- | --------- | --------- | --------------- | ------------------------ |
| Prince Said Ibrahim International Airport | HAH       | FMCH      | 00,14 Mio. 2006 | Moroni                   |

### Demokratische Republik Kongo
| Name des Flughafens      | IATA-Code | ICAO-Code | Passagiere      | Zugeordnete Stadt/Städte  |
| ------------------------ | --------- | --------- | --------------- | ------------------------- |
| Flughafen Goma           | GOM       | FZNA      |                 | Goma, Nord-Kivu           |
| Flughafen Lodja          | LJA       | FZVA      |                 | Lodja, Sankuru            |
| Flughafen Kananga        | KGA       | FZUA      |                 | Kananga, Kasaï-Occidental |
| Flughafen Kindu          | KND       | FZOA      |                 | Kindu, Maniema            |
| Kinshasa-N’Djili Airport | FIH       | FZAA      | 00,52 Mio. 2004 | Kinshasa                  |
| Flughafen N’Dolo         | NLO       | FZAB      |                 | Kinshasa                  |
| Flughafen Kisangani      | FKI       | FZIC      |                 | Kisangani, Orientale      |
| Flughafen Lubumbashi     | FBM       | FZQA      |                 | Lubumbashi, Katanga       |

### Republik Kongo
| Name des Flughafens             | IATA-Code | ICAO-Code | Passagiere      | Zugeordnete Stadt/Städte |
| ------------------------------- | --------- | --------- | --------------- | ------------------------ |
| Flughafen Brazzaville Maya-Maya | BZV       | FCBB      | 00,62 Mio. 2006 | Brazzaville              |

### Lesotho
| Name des Flughafens | IATA-Code | ICAO-Code | Passagiere | Zugeordnete Stadt/Städte |
| ------------------- | --------- | --------- | ---------- | ------------------------ |
| Flughafen Maseru    | MSU       | FXMM      |            | Maseru                   |

### Liberia
| Name des Flughafens           | IATA-Code | ICAO-Code | Passagiere | Zugeordnete Stadt/Städte |
| ----------------------------- | --------- | --------- | ---------- | ------------------------ |
| Roberts International Airport | ROB       | GLRB      |            | Monrovia                 |
| Spriggs Payne Airport         | MLW       | GLMR      |            | Monrovia                 |

### Libyen
| Name des Flughafens            | IATA-Code | ICAO-Code | Passagiere      | Zugeordnete Stadt/Städte |
| ------------------------------ | --------- | --------- | --------------- | ------------------------ |
| Flughafen Bengasi              | BEN       | HLLB      |                 | Bengasi                  |
| Mitiga International Airport   | MJI       | HLLM      |                 | Tripolis                 |
| Tripoli International Airport  | TIP       | HLLT      | 00,10 Mio. 2008 | Tripolis                 |
| Flughafen Gardabya             | SRX       | HLGD      |                 | Sirte                    |
| Flughafen Sabha                | SEB       | HLLS      |                 | Sabha                    |
| Flugplatz Adschdabiya          |           | HLAG      |                 | Adschdabiya              |
| La Abraq International Airport | LAQ       | HLLQ      |                 | al-Baida                 |
| Al Jufra Air Base              |           |           |                 | al-Dschufra              |
| Flughafen Birak                | BCQ       |           |                 | Brak                     |
| Flughafen Brega                | LMQ       | HLMB      |                 | Brega                    |
| Flugplatz Martuba              |           |           |                 | Darna                    |
| Flughafen Ghadames             | LTD       | HLTD      |                 | Ghadames                 |
| Flughafen Ghat                 | GHT       | HLGT      |                 | Ghat                     |
| Flughafen Hun                  | HUQ       | HLON      |                 | Hon                      |
| Flughafen Kufra                | AKF       | HLKF      |                 | Kufra                    |
| Flughafen Misrata              | MRA       |           |                 | Misrata                  |
| Habit Awlad Muhammad Airport   |           |           |                 | Mizda                    |
| Flugplatz Ras Lanuf            |           | HLNF      |                 | Ras Lanuf                |
| Flughafen Tobruk               | TOB       | HLGN      |                 | Tobruk                   |
| Flugplatz Ubari                | QUB       |           |                 | Munizip Wadi al-Haya     |
| Flugplatz Nanur                |           |           |                 | Wadi Maymun Darradsch    |
| Flugplatz Zuwara               | WAX       | HLZW      |                 | Zuwara                   |

### Madagaskar
| Name des Flughafens   | IATA-Code | ICAO-Code | Passagiere      | Zugeordnete Stadt/Städte   |
| --------------------- | --------- | --------- | --------------- | -------------------------- |
| Flughafen Ivato       | TNR       | FMMI      | 00,71 Mio. 2006 | Antananarivo (Tananarive)  |
| Flughafen Amborovy    | MJN       | FMNM      | 00,05 Mio. 2006 | Mahajanga                  |
| Flughafen Toamasina   | TMM       | FMMT      | 00,07 Mio. 2006 | Toamasina                  |
| Flughafen Fascene     | NOS       | FMNN      | 00,17 Mio. 2006 | Nosy Be                    |
| Flughafen Antsiranana | DIE       | FMNA      | 00,17 Mio. 2006 | Antsiranana (Diego Suarez) |

### Malawi
| Name des Flughafens          | IATA-Code | ICAO-Code | Passagiere | Zugeordnete Stadt/Städte |
| ---------------------------- | --------- | --------- | ---------- | ------------------------ |
| Kamuzu International Airport | LLW       | FWKI      |            | Lilongwe                 |
| Karonga Airport              | KGJ       | FWKA      |            | Karonga                  |
| Blantyre-Chileka Airport     | BLZ       | FWCL      |            | Blantyre                 |

### Mali
| Name des Flughafens    | IATA-Code | ICAO-Code | Passagiere      | Zugeordnete Stadt/Städte |
| ---------------------- | --------- | --------- | --------------- | ------------------------ |
| Flughafen Bamako Senou | BKO       | GABS      | 00,53 Mio. 2006 | Bamako                   |

### Marokko
| Name des Flughafens           | IATA-Code | ICAO-Code | Passagiere (2023) | Zugeordnete Stadt/Städte |
| ----------------------------- | --------- | --------- | ----------------- | ------------------------ |
| Flughafen Al Hoceima          | AHU       | GMTA      | 101.126           | Al Hoceïma               |
| Flughafen Agadir              | AGA       | GMAD      | 2.304.045         | Agadir                   |
| Flughafen Benslimane          | GMD       | GMMB      | 754               | Benslimane               |
| Flughafen Casablanca          | CMN       | GMMN      | 9.790.914         | Casablanca               |
| Flughafen Dakhla              | VIL       | GMMH      | 234.831           | Dakhla                   |
| Flughafen El Aaiun Hassan I   | EUN       | GMML      | 254.768           | El Aaiún                 |
| Flughafen Essaouira           | ESU       | GMMI      | 180.302           | Essaouira                |
| Flughafen Fès-Saïss           | FEZ       | GMFF      | 1.724.067         | Fès                      |
| Flughafen Guelmim             | GLN       | GMAG      | 29.403            | Guelmim                  |
| Flughafen Marrakesch-Menara   | RAK       | GMMX      | 6.903.964         | Marrakesch               |
| Flughafen Moulay Ali Cherif   | ERH       | GMFK      | 69.114            | Errachidia               |
| Flughafen Nador               | NDR       | GMMW      | 1.025.652         | Nador                    |
| Flughafen Ouarzazate          | OZZ       | GMMZ      | 138.454           | Ouarzazate               |
| Flughafen Oujda-Angads        | OUD       | GMFO      | 938.058           | Oujda                    |
| Flughafen Rabat-Salé          | RBA       | GMME      | 1.201.676         | Rabat                    |
| Flughafen Tanger-Boukhalef    | TNG       | GMTT      | 1.913.698         | Tanger                   |
| Flughafen Tan-Tan             | TTA       | GMAT      | 14.022            | Tan-Tan                  |
| Flughafen Tetouan Sania Ramel | TTU       | GMTN      | 253.552           | Tétouan                  |
| Flughafen Zagora              | OZG       | GMAZ      | 12.848            | Zagora                   |

### Mauretanien
| Name des Flughafens            | IATA-Code | ICAO-Code | Passagiere | Zugeordnete Stadt/Städte |
| ------------------------------ | --------- | --------- | ---------- | ------------------------ |
| Flughafen Nouakchott-Oumtounsy | NKC       | GQNN      |            | Nouakchott               |

### Mauritius
| Name des Flughafens        | IATA-Code | ICAO-Code | Passagiere      | Zugeordnete Stadt/Städte |
| -------------------------- | --------- | --------- | --------------- | ------------------------ |
| Flughafen Mauritius        | MRU       | FIMP      | 00,73 Mio. 2017 | Mahébourg                |
| Flughafen Rodrigues Island | RRG       | FIMR      |                 | Rodrigues                |

### Mayotte (Frankreich)
| Name des Flughafens         | IATA-Code | ICAO-Code | Passagiere      | Zugeordnete Stadt/Städte |
| --------------------------- | --------- | --------- | --------------- | ------------------------ |
| Flughafen Dzaoudzi Pamandzi | DZA       | FMCZ      | 00,32 Mio. 2011 | Dzaoudzi                 |

### Mosambik
| Name des Flughafens | IATA-Code | ICAO-Code | Passagiere      | Zugeordnete Stadt/Städte |
| ------------------- | --------- | --------- | --------------- | ------------------------ |
| Flughafen Maputo    | MPM       | FQMA      | 00,62 Mio. 2006 | Maputo                   |
| Flughafen Beira     | BEW       |           |                 | Beira                    |

### Namibia
| Name des Flughafens                | IATA-Code | ICAO-Code | Passagiere     | Zugeordnete Stadt/Städte |
| ---------------------------------- | --------- | --------- | -------------- | ------------------------ |
| Flughafen Katima Mulilo            | MPA       | FYKM      | 011.808 (2014) | Katima Mulilo            |
| Flughafen Keetmanshoop             | KMP       | FYKT      | 02.287 (2014)  | Keetmanshoop             |
| Flughafen Lüderitz                 | LUD       | FYLZ      | 04.971 (2014)  | Lüderitz                 |
| Flughafen Ondangwa                 | OND       | FYOA      | 043.325 (2014) | Ondangwa                 |
| Flughafen Rundu                    | NDU       | FYRU      | 06.290 (2014)  | Rundu                    |
| Walvis Bay International Airport   | WVB       | FYWB      | 084.854 (2014) | Walvis Bay               |
| Flughafen Eros                     | ERS       | FYWE      | 079.582 (2014) | Windhoek                 |
| Hosea Kutako International Airport | WDH       | FYWH      | 794.780 (2014) | Windhoek                 |

### Niger
| Name des Flughafens | IATA-Code | ICAO-Code | Passagiere      | Zugeordnete Stadt/Städte |
| ------------------- | --------- | --------- | --------------- | ------------------------ |
| Flughafen Niamey    | NIM       | DRRN      | 00,11 Mio. 2006 | Niamey                   |

### Nigeria
| Name des Flughafens     | IATA-Code | ICAO-Code | Passagiere      | Zugeordnete Stadt/Städte         |
| ----------------------- | --------- | --------- | --------------- | -------------------------------- |
| Flughafen Abuja         | ABV       | DNAA      | 00,43 Mio. 2017 | Abuja, Federal Capital Territory |
| Flughafen Benin City    | BNI       | DNBE      | 00,09 Mio. 2006 | Benin City, Edo                  |
| Flughafen Calabar       | CBQ       | DNCA      | 00,17 Mio. 2006 | Calabar, Cross River             |
| Flughafen Enugu         | ENU       | DNEN      | 00,17 Mio. 2006 | Enugu, Enugu                     |
| Flughafen Ibadan        | IBA       | DNIB      | 00,01 Mio. 2006 | Ibadan, Oyo                      |
| Flughafen Ilorin        | ILR       | DNIL      | 00,01 Mio. 2006 | Ilorin, Kwara                    |
| Flughafen Jos           | JOS       | DNJO      | 00,01 Mio. 2006 | Jos, Plateau                     |
| Flughafen Kaduna        | KAD       | DNKA      | 00,13 Mio. 2006 | Kaduna, Kaduna                   |
| Flughafen Kano          | KAN       | DNKN      | 00,33 Mio. 2006 | Kano, Kano                       |
| Flughafen Maiduguri     | MIU       | DNMA      | 00,04 Mio. 2006 | Maiduguri, Borno                 |
| Flughafen Lagos         | LOS       | DNMM      | 00,24 Mio. 2017 | Lagos, Lagos                     |
| Flughafen Owerri        | QOW       | DNIM      | 00,35 Mio. 2006 | Owerri, Imo                      |
| Flughafen Port Harcourt | PHC       | DNPO      | 00,68 Mio. 2005 | Port Harcourt, Rivers            |
| Flughafen Sokoto        | SKO       | DNSO      | 00,05 Mio. 2006 | Sokoto, Sokoto                   |
| Flughafen Warri         | QOW       | DNIM      | 00,23 Mio. 2006 | Warri, Delta                     |
| Flughafen Yola          | YOL       | DNYO      | 00,06 Mio. 2006 | Yola, Adamawa                    |

### Réunion (Frankreich)
| Name des Flughafens   | IATA-Code | ICAO-Code | Passagiere      | Zugeordnete Stadt/Städte |
| --------------------- | --------- | --------- | --------------- | ------------------------ |
| Flughafen Pierrefonds | ZSE       | FMEP      | 00,11 Mio. 2011 | Saint-Pierre             |
| Flughafen Réunion     | RUN       | FMEE      | 00,21 Mio. 2017 | Saint-Denis              |

### Ruanda
| Name des Flughafens | IATA-Code | ICAO-Code | Passagiere      | Zugeordnete Stadt/Städte |
| ------------------- | --------- | --------- | --------------- | ------------------------ |
| Flughafen Kamembe   | KME       | HRZA      |                 | Cyangugu                 |
| Flughafen Kigali    | KGL       | HRYR      | 00,20 Mio. 2006 | Kigali                   |

### Sambia
| Name des Flughafens   | IATA-Code | ICAO-Code | Passagiere      | Zugeordnete Stadt/Städte |
| --------------------- | --------- | --------- | --------------- | ------------------------ |
| Flughafen Livingstone | LVI       | FLLI      | 00,18 Mio. 2006 | Livingstone              |
| Flughafen Lusaka      | LUN       | FLLS      | 00,60 Mio. 2006 | Lusaka                   |
| Flughafen Mfuwe       | MFU       | FLMF      | 00,02 Mio. 2006 | Mfuwe                    |
| Flughafen Ndola       | NLA       | FLND      | 00,09 Mio. 2006 | Ndola                    |

### São Tomé und Príncipe
| Name des Flughafens | IATA-Code | ICAO-Code | Passagiere | Zugeordnete Stadt/Städte |
| ------------------- | --------- | --------- | ---------- | ------------------------ |
| Flughafen Príncipe  | PCP       | FPPR      |            | Príncipe                 |
| Flughafen São Tomé  | TMS       | FPST      |            | São Tomé                 |

### Senegal
| Name des Flughafens           | IATA-Code | ICAO-Code | Passagiere      | Zugeordnete Stadt/Städte |
| ----------------------------- | --------- | --------- | --------------- | ------------------------ |
| Flughafen Cap Skirring        | CSK       | GOGS      |                 | Cap Skirring             |
| Flughafen Dakar-Blaise Diagne | DSS       | GOBD      |                 | Dakar                    |
| Flughafen Saint-Louis         | XLS       | GOOS      | 00,01 Mio. 2001 | Saint-Louis              |
| Flughafen Tambacounda         | TUD       | GOTS      |                 | Tambacounda              |
| Flughafen Ziguinchor          | ZIG       | GOGG      |                 | Ziguinchor               |

Ehemaliger Flughafen: Flughafen Dakar-Léopold Sédar Senghor (DKR, GODY)

### Seychellen
| Name des Flughafens  | IATA-Code | ICAO-Code | Passagiere      | Zugeordnete Stadt/Städte |
| -------------------- | --------- | --------- | --------------- | ------------------------ |
| Flughafen Seychellen | SEZ       | FSIA      | 00,91 Mio. 2019 | Mahé                     |

### Sierra Leone
| Name des Flughafens            | IATA-Code | ICAO-Code | Passagiere      | Zugeordnete Stadt/Städte |
| ------------------------------ | --------- | --------- | --------------- | ------------------------ |
| Freetown International Airport | FNA       | GFLL      | 00,09 Mio. 2020 | Freetown                 |
| Flugplatz Hastings             | HGS       | GFHA      |                 | bei Freetown             |

### Simbabwe
| Name des Flughafens            | IATA-Code | ICAO-Code | Passagiere      | Zugeordnete Stadt/Städte |
| ------------------------------ | --------- | --------- | --------------- | ------------------------ |
| Flughafen Bulawayo             | BUQ       | FVBU      | 00,08 Mio. 2006 | Bulawayo                 |
| Flughafen Harare International | HRE       | FVHA      | 00,61 Mio. 2006 | Harare                   |
| Flughafen Victoria Falls       | VFA       | FVFA      | 00,18 Mio. 2006 | Victoria Falls           |

### Somalia
| Name des Flughafens  | IATA-Code | ICAO-Code | Passagiere       | Zugeordnete Stadt/Städte |
| -------------------- | --------- | --------- | ---------------- | ------------------------ |
| Flughafen Mogadischu | MGQ       | HCMM      |                  | Mogadischu               |
| Flughafen Hargeysa   | HGA       | HCMH      | 00,056 Mio. 2002 | Hargeysa                 |

### Südafrika
| Name des Flughafens              | IATA-Code | ICAO-Code | Passagiere             | Zugeordnete Stadt/Städte |
| -------------------------------- | --------- | --------- | ---------------------- | ------------------------ |
| Flughafen Bloemfontein           | BFN       | FABL      | 00,41 Mio. 2010        | Bloemfontein             |
| King Shaka International Airport | DUR       | FALE      | 00,53 Mio. 2017        | Durban                   |
| Flughafen George                 | GRJ       | FAGG      | 00,53 Mio. 2010        | George                   |
| Flughafen East London            | ELS       | FAEL      | 00,68 Mio. 2010        | East London              |
| Flughafen O. R. Tambo            | JNB       | FAJS      | 00,63 Mio. (2021/2022) | Johannesburg             |
| Flughafen Kapstadt               | CPT       | FACT      | 00,70 Mio. (2021/2022) | Kapstadt                 |
| Flughafen Kimberley              | KIM       | FAKM      | 00,13 Mio. 2010        | Kimberley                |
| Flughafen Nelspruit              | NLP       | FANS      | 00,24 Mio. 2010        | Mbombela                 |
| Flughafen Gqeberha               | PLZ       | FAPE      | 00,41 Mio. 2010        | Gqeberha                 |
| Flughafen Upington               | UTN       | FAUP      | 00,04 Mio. 2006        | Upington                 |

### Südsudan
| Name des Flughafens | IATA-Code | ICAO-Code | Passagiere | Zugeordnete Stadt/Städte |
| ------------------- | --------- | --------- | ---------- | ------------------------ |
| Flughafen Juba      | JUB       | HSSJ      |            | Juba                     |
| Flughafen Malakal   | MAK       | HSSM      |            | Malakal                  |

### Sudan
| Name des Flughafens  | IATA-Code | ICAO-Code | Passagiere      | Zugeordnete Stadt/Städte |
| -------------------- | --------- | --------- | --------------- | ------------------------ |
| Flughafen al-Faschir | ELF       | HSFS      |                 | al-Faschir               |
| Flughafen al-Ubayyid | EBD       | HSOB      |                 | al-Ubayyid               |
| Flughafen Atbara     | ATB       | HSAT      |                 | Atbara                   |
| Flughafen Bur Sudan  | PZU       | HSPN      |                 | Bur Sudan                |
| Flughafen Dunqula    | DOG       | HSDN      |                 | Dunqula                  |
| Flughafen Kassala    | KSL       | HSKA      |                 | Kassala                  |
| Khartoum Airport     | KRT       | HSSS      | 00,43 Mio. 2017 | Khartum                  |
| Flughafen Nyala      | UYL       | HSNN      |                 | Nyala                    |
| Flughafen Wadi Halfa | WHF       | HSSW      |                 | Wadi Halfa               |

### Tansania
| Name des Flughafens                          | IATA-Code | ICAO-Code | Passagiere      | Zugeordnete Stadt/Städte |
| -------------------------------------------- | --------- | --------- | --------------- | ------------------------ |
| Flughafen Arusha                             | ARK       | HTAR      | 00,09 Mio. 2004 | Arusha                   |
| Flughafen Bukoba                             | BKZ       | HTBU      |                 | Bukoba                   |
| Flughafen Dar es Salaam                      | DAR       | HTDA      | 00,39 Mio. 2017 | Daressalam               |
| Flughafen Kigoma                             | TKQ       | HTKA      |                 | Kigoma                   |
| Flughafen Kilimanjaro                        | JRO       | HTKJ      | 00,48 Mio. 2006 | Moshi (auch Arusha)      |
| Flughafen Lindi                              | LDI       | HTLI      |                 | Lindi                    |
| Flughafen Mtwara                             | MYT       | HTMT      |                 | Mtwara                   |
| Flughafen Musoma                             | MUZ       | HTMU      |                 | Musoma                   |
| Flughafen Mwanza Lake Victoria International | MWZ       | HTMW      | 00,20 Mio. 2006 | Mwanza                   |
| Flughafen Pemba                              | PMA       | HTPE      |                 | Pemba                    |
| Flughafen Sansibar                           | ZNZ       | HTCA      | 00,54 Mio. 2006 | Sansibar                 |
| Flughafen Tabora                             | TBO       | HTTB      |                 | Tabora                   |
| Flughafen Tanga                              | TGT       | HTTG      | 00,01 Mio. 2003 | Tanga                    |

### Togo
| Name des Flughafens | IATA-Code | ICAO-Code | Passagiere      | Zugeordnete Stadt/Städte |
| ------------------- | --------- | --------- | --------------- | ------------------------ |
| Flughafen Lomé      | LFW       | DXXX      | 00,30 Mio. 2006 | Lomé                     |

### Tschad
| Name des Flughafens | IATA-Code | ICAO-Code | Passagiere | Zugeordnete Stadt/Städte |
| ------------------- | --------- | --------- | ---------- | ------------------------ |
| Flughafen N’Djamena | NDJ       | FTTJ      |            | N’Djamena                |

### Tunesien
| Name des Flughafens          | IATA-Code | ICAO-Code | Passagiere (2023) | Zugeordnete Stadt/Städte |
| ---------------------------- | --------- | --------- | ----------------- | ------------------------ |
| Flughafen Djerba             | DJE       | DTTJ      | 1.964.347         | Djerba                   |
| Flughafen Enfidha-Hammamet   | NBE       | DTNZ      | 800.000           | Enfidha                  |
| Flughafen Gafsa              | GAF       | DTTF      |                   | Gafsa                    |
| Flughafen Monastir           | MIR       | DTMB      | 1.500.000         | Monastir                 |
| Flughafen Sfax               | SFA       | DTTX      | 173.984           | Sfax                     |
| Flughafen Tabarka-Aïn Draham | TBJ       | DTKA      |                   | Tabarca                  |
| Flughafen Tozeur-Nefta       | TOE       | DTTZ      | 18.454            | Tozeur                   |
| Flughafen Tunis              | TUN       | DTTA      | 6.649.912         | Tunis                    |

### Uganda
| Name des Flughafens | IATA-Code | ICAO-Code | Passagiere      | Zugeordnete Stadt/Städte |
| ------------------- | --------- | --------- | --------------- | ------------------------ |
| Arua Airport        | ARA       | HUAR      |                 | Arua                     |
| Flughafen Entebbe   | EBB       | HUEN      | 00,71 Mio. 2006 | Entebbe                  |

### Westsahara (von Marokko beansprucht)
| Name des Flughafens         | IATA-Code | ICAO-Code | Passagiere      | Zugeordnete Stadt/Städte |
| --------------------------- | --------- | --------- | --------------- | ------------------------ |
| Flughafen El Aaiun Hassan I | EUN       | HUAR      | 00,09 Mio. 2007 | El Aaiún                 |
| Flughafen Dakhla            | VIL       | GMMH      | 00,03 Mio. 2007 | Ad-Dakhla                |

### Zentralafrikanische Republik
| Name des Flughafens                 | IATA-Code | ICAO-Code | Passagiere      | Zugeordnete Stadt/Städte |
| ----------------------------------- | --------- | --------- | --------------- | ------------------------ |
| Bangui M’Poko International Airport | BGF       | FEFF      | 00,07 Mio. 2006 | Bangui                   |